# Peplonia riedelii
Peplonia riedelii là một loài thực vật có hoa trong họ La bố ma. Loài này được (E.Fourn.) Fontella & Rapini mô tả khoa học đầu tiên năm 2004.